# Olympische Sommerspiele 1964/Leichtathletik – Weitsprung (Frauen)
Der Weitsprung der Frauen bei den Olympischen Spielen 1964 in Tokio wurde am 14. Oktober 1964 im Olympiastadion Tokio ausgetragen. 31 Athletinnen nahmen teil.
Olympiasiegerin wurde die Britin Mary Rand, die im Finale einen neuen Weltrekord aufstellte. Sie gewann vor der Polin Irena Kirszenstein und Tatjana Schtschelkanowa aus der Sowjetunion.
Springerinnen aus Österreich, der Schweiz und Liechtenstein nahmen nicht teil. Die deutsche Mannschaft wurde durch Helga Hoffmann, Ingrid Becker und Hildrun Laufer vertreten, die alle das Finale erreichten. Becker wurde Vierte, Laufer Siebte und Hoffmann Achte.

## Rekorde

### Bestehende Rekorde

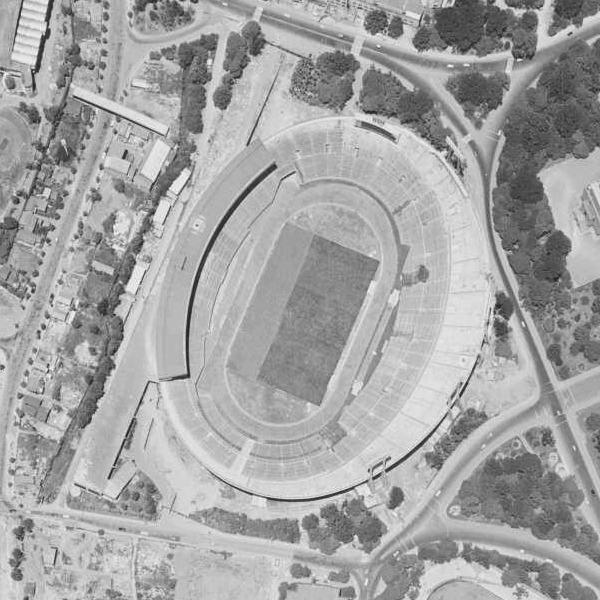
Luftaufnahme des Olympiastadions im Jahr 1963

| Weltrekord         | 6,70 m | Tatjana Schtschelkanowa ( Sowjetunion) | Moskau, Sowjetunion (heute Russland) | 4. Juli 1964    |
| Olympischer Rekord | 6,37 m | Wera Krepkina ( Sowjetunion)           | Finale von Rom, Italien              | 31. August 1960 |

### Rekordverbesserung
Der olympische Rekord wurde einmal egalisiert und dreimal gesteigert. Zuletzt gab es noch eine Verbesserung des Weltrekords.
- Olympische Rekorde:
  - 6,37 m (egalisiert) – Ingrid Becker (Deutschland), Qualifikation, erster Versuch bei einem Rückenwind von 1,8 m/s
  - 6,52 m – Mary Rand (Großbritannien), Qualifikation, erster Versuch bei einem Rückenwind von 0,8 m/s
  - 6,59 m – Mary Rand (Großbritannien), Finale, erster Versuch bei einem Rückenwind von 1,3 m/s
  - 6,63 m – Mary Rand (Großbritannien), Finale, vierter Versuch bei einem Rückenwind von 1,2 m/s
- Weltrekord:
  - 6,76 m – Mary Rand (Großbritannien), Finale, fünfter Versuch bei einem Gegenwind von 1,7 m/s

## Durchführung des Wettbewerbs
31 Athletinnen traten am 14. Oktober zu einer Qualifikationsrunde an. Siebzehn von ihnen – hellblau unterlegt – erreichten die Qualifikationsweite von 6,00 m, womit die Mindestanzahl von zwölf Finalteilnehmerinnen deutlich übertroffen war. Im Finale am Nachmittag desselben Tages hatte jede Athletin zunächst drei Versuche. Den sechs besten Springerinnen standen anschließend drei weitere Sprünge zu.

## Zeitplan
14. Oktober, 10:00 Uhr: Qualifikation

14. Oktober, 15:00 Uhr: Finale
Anmerkung: Alle Zeiten sind in Ortszeit Tokio (UTC + 9) angegeben.

## Legende
Kurze Übersicht zur Bedeutung der Symbolik – so üblicherweise auch in sonstigen Veröffentlichungen verwendet:
| –   | verzichtet                                  |
| x   | ungültig                                    |
| w   | Windunterstützung über dem zulässigen Wert  |
| NWI | keine Windinformation (No Wind Information) |

Bestweiten sind fett gedruckt.

## Qualifikation
Datum: 14. Oktober 1964, 10:00 Uhr
Wetterbedingungen: Regen, ca. 16 °C, ca. 94 % Luftfeuchtigkeit

### Gruppe A

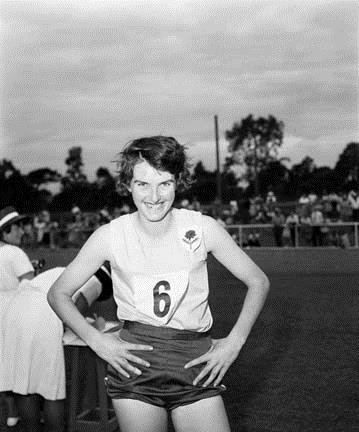
Helen Frith – ausgeschieden mit 5,83 m in Qualifikationsgruppe B

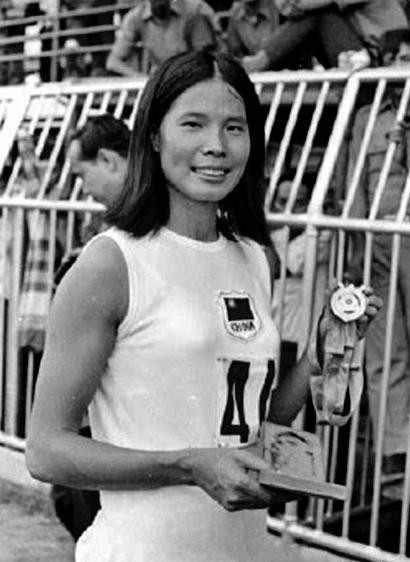
Chi Cheng – ausgeschieden mit 5,67 m in Qualifikationsgruppe B

| Platz | Name                 | Nation         | 1. Versuch (m) Wind (m/s) | 2. Versuch (m) Wind (m/s) | 3. Versuch (m) Wind (m/s) | Weite (m) | Anmerkung |
| 1     | Mary Rand            | Großbritannien | 6,52 / +0,8 OR            | –                         | –                         | 6,52      | OR        |
| 2     | Helga Hoffmann       | Deutschland    | 6,44 / +2,2               | –                         | –                         | 6,44      | w         |
| 3     | Ingrid Becker        | Deutschland    | 6,37 / +1,8 OR            | –                         | –                         | 6,37      |           |
| 3     | Viorica Viscopoleanu | Rumänien       | x                         | 6,37 / +1,5               | –                         | 6,37      |           |
| 5     | Hildrun Laufer       | Deutschland    | x                         | 6,28 / +1,9               | –                         | 6,28      |           |
| 6     | Maria Vittoria Trio  | Italien        | 6,18 / +1,2               | –                         | –                         | 6,18      |           |
| 7     | Sheila Parkin        | Großbritannien | 6,04 / +1,1               | –                         | –                         | 6,04      |           |
| 8     | Joke Bijleveld       | Niederlande    | x                         | 6,02 / +1,0               | –                         | 6,02      |           |
| 9     | Aida Tschuiko        | Sowjetunion    | 5,71 / +2,2               | 5,88 / +2,1               | 6,00 / +1,7               | 6,00      |           |
| 10    | Alix Jamieson        | Großbritannien | 6,00 / +1,5               | –                         | –                         | 6,00      |           |
| 11    | Jo Ann Grissom       | USA            | 5,65 / 2,2                | 5,59 / +0,4               | 5,91 / +3,5               | 5,91      | w         |
| 12    | Nina Hansen          | Dänemark       | 5,89 / NWI                | 5,73 / −1,0               | 5,58 / +2,3               | 5,89      |           |
| 13    | Etelka Kispál        | Ungarn         | 5,69 / NWI                | 5,64 / −0,1               | 5,48 / ±0,0               | 5,69      |           |
| 14    | Emiko Koumaru        | Japan          | 5,26 / +0,6               | 5,44 / +1,9               | 5,66 / +1,8               | 5,66      |           |
| 15    | Lolita Lagrosas      | Philippinen    | 5,18 / +0,7               | 5,52 / +1,8               | 5,19 / +1,3               | 5,52      |           |
| 16    | Alice Annum          | Ghana          | 5,45 / NWI                | 5,27 / +0,7               | 4,80 / +2,1               | 5,45      |           |

### Gruppe B
| Platz | Name                    | Nation      | 1. Versuch (m) Wind (m/s) | 2. Versuch (m) Wind (m/s) | 3. Versuch (m) Wind (m/s) | Weite (m) | Anmerkung |
| 1     | Irena Kirszenstein      | Polen       | 5,80 / +1,4               | 6,43 / +3,3               | –                         | 6,43      | w         |
| 2     | Tatjana Schtschelkanowa | Sowjetunion | 6,32 / +2,6               | –                         | –                         | 6,32      | w         |
| 2     | Berit Berthelsen        | Norwegen    | x                         | 6,32 / +3,8               | –                         | 6,32      | w         |
| 4     | Willye White            | USA         | 6,28 / +0,4               | –                         | –                         | 6,28      |           |
| 5     | Diana Jorgowa           | Bulgarien   | x                         | x                         | 6,11 / +2,5               | 6,11      | w         |
| 6     | Tatjana Talyschewa      | Sowjetunion | 6,08 / +0,8               | –                         | –                         | 6,08      |           |
| 7     | Oddrun Hokland          | Norwegen    | 5,90 / +1,8               | 5,93 / +3,4               | 6,03 / +4,2               | 6,03      | w         |
| 8     | Martha Watson           | USA         | x                         | 5,94 / +3,6               | 5,88 / +2,5               | 5,94      | w         |
| 9     | Sachiko Kishimoto       | Japan       | 5,87 / +2,1               | 5,80 / +3,0               | 5,70 / +3,7               | 5,87      | w         |
| 10    | Helen Frith             | Australien  | 5,83 / +2,1               | 5,71 / +2,9               | 5,83 / +3,0               | 5,83      | w         |
| 11    | Chi Cheng               | Taiwan      | 5,67 / +3,6               | 5,64 / +1,6               | x                         | 5,67      | w         |
| 12    | Evalia Farina           | Argentinien | 5,56 / +1,9               | 5,39 / +4,2               | 5,57 / +2,3               | 5,57      | w         |
| 13    | Han Jook-hee            | Südkorea    | 5,38 / +2,9               | 5,45 / +3,0               | 5,25 / +1,4               | 5,45      | w         |
| 14    | Alicia Kaufmanas        | Argentinien | x                         | x                         | 5,29 / +5,5               | 5,29      | w         |
| 15    | Simin Safamehr          | Iran        | 5,06 / +2,3               | 4,99 / +3,7               | 4,80 / +1,8               | 5,06      | w         |
| DNS   | Pam Kilborn             | Australien  |                           |                           |                           |           |           |

## Finale
Datum: 14. Oktober 1964, 15:00 Uhr
Wetterbedingungen: bewölkt, ca. 18 °C, 85 % Luftfeuchtigkeit
| Platz | Name                    | Nation         | 1. Versuch (m) Wind (m/s) | 2. Versuch (m) Wind (m/s) | 3. Versuch (m) Wind (m/s) | 4. Versuch (m) Wind (m/s)                      | 5. Versuch (m) Wind (m/s)                      | 6. Versuch (m) Wind (m/s)                      | Endresultat (m) | Anmer- kung |
| 1     | Mary Rand               | Großbritannien | 6,59 / +1,3 OR            | 6,56 / +1,8               | 6,57 / +2,5               | 6,63 / −1,2 OR                                 | 6,76 / −1,7 WR                                 | 6,61 / −1,7                                    | 6,76            | WR          |
| 2     | Irena Kirszenstein      | Polen          | 5,86 / −1,8               | 6,43 / −0,7               | 6,56 / −0,4               | 6,03 / −1,7                                    | 6,60 / −1,8                                    | x                                              | 6,60            |             |
| 3     | Tatjana Schtschelkanowa | Sowjetunion    | 6,21 / −3,4               | 6,09 / −0,4               | 6,42 / −1,3               | 6,34 / −1,5                                    | 6,39 / −1,7                                    | x                                              | 6,42            |             |
| 4     | Ingrid Becker           | Deutschland    | 5,97 / −1,3               | 6,24 / +0,6               | 6,34 / −1,5               | 6,25 / −2,1                                    | 6,38 / −1,3                                    | 6,40 / −0,1                                    | 6,40            |             |
| 5     | Viorica Viscopoleanu    | Rumänien       | x                         | 6,35 / −1,7               | x                         | 6,32 / −1,5                                    | x                                              | 6,32 / −2,0                                    | 6,35            |             |
| 6     | Diana Jorgowa           | Bulgarien      | 6,24 / −0,7               | 6,01 / +0,1               | 6,21 / −2,0               | x                                              | 5,63 / −1,7                                    | 6,06 / −1,2                                    | 6,24            |             |
|       |                         |                |                           |                           |                           |                                                |                                                |                                                |                 |             |
| 7     | Hildrun Laufer          | Deutschland    | 6,06 / +0,6               | 6,24 / −1,5               | 6,04 / +1,1               | nicht im Finale der besten sechs Springerinnen | nicht im Finale der besten sechs Springerinnen | nicht im Finale der besten sechs Springerinnen | 6,24            |             |
| 8     | Helga Hoffmann          | Deutschland    | 6,03 / −2,6               | 6,23 / +1,2               | x                         | nicht im Finale der besten sechs Springerinnen | nicht im Finale der besten sechs Springerinnen | nicht im Finale der besten sechs Springerinnen | 6,23            |             |
| 9     | Berit Berthelsen        | Norwegen       | 6,19 / −1,2               | x                         | 6,03 / −1,9               | nicht im Finale der besten sechs Springerinnen | nicht im Finale der besten sechs Springerinnen | nicht im Finale der besten sechs Springerinnen | 6,19            |             |
| 10    | Tatjana Talyschewa      | Sowjetunion    | 6,18 / −1,5               | 6,04 / +1,3               | 6,03 / −2,3               | nicht im Finale der besten sechs Springerinnen | nicht im Finale der besten sechs Springerinnen | nicht im Finale der besten sechs Springerinnen | 6,18            |             |
| 11    | Aida Tschuiko           | Sowjetunion    | 6,13 / +0,9               | 5,53 / −1,9               | x                         | nicht im Finale der besten sechs Springerinnen | nicht im Finale der besten sechs Springerinnen | nicht im Finale der besten sechs Springerinnen | 6,13            |             |
| 12    | Willye White            | USA            | 5,90 / −1,9               | 5,65 / −2,5               | 6,07 / −1,5               | nicht im Finale der besten sechs Springerinnen | nicht im Finale der besten sechs Springerinnen | nicht im Finale der besten sechs Springerinnen | 6,07            |             |
| 13    | Sheila Parkin           | Großbritannien | 4,77 / −0,9               | x                         | 6,04 / −1,7               | nicht im Finale der besten sechs Springerinnen | nicht im Finale der besten sechs Springerinnen | nicht im Finale der besten sechs Springerinnen | 6,04            |             |
| 14    | Maria Vittoria Trio     | Italien        | x                         | 5,98 / +0,7               | 5,82 / −1,4               | nicht im Finale der besten sechs Springerinnen | nicht im Finale der besten sechs Springerinnen | nicht im Finale der besten sechs Springerinnen | 5,98            |             |
| 15    | Joke Bijleveld          | Niederlande    | 5,77 / −3,2               | 5,88 / ±0,0               | 5,93 / −1,6               | nicht im Finale der besten sechs Springerinnen | nicht im Finale der besten sechs Springerinnen | nicht im Finale der besten sechs Springerinnen | 5,93            |             |
| 16    | Oddrun Hokland          | Norwegen       | 5,54 / −2,5               | 5,61 / −1,8               | 5,68 / +1,2               | nicht im Finale der besten sechs Springerinnen | nicht im Finale der besten sechs Springerinnen | nicht im Finale der besten sechs Springerinnen | 5,68            |             |
| 17    | Alix Jamieson           | Großbritannien | 5,64 / −2,3               | 5,65 / −1,7               | –                         | nicht im Finale der besten sechs Springerinnen | nicht im Finale der besten sechs Springerinnen | nicht im Finale der besten sechs Springerinnen | 5,65            |             |

Favoritin war die Weltrekordlerin und , amtierende Europameisterin Tatjana Schtschelnakowa aus der Sowjetunion. Wie schon vier Jahre zuvor gelang der Britin Mary Rand in der Qualifikation bei schwierigen Wetterbedingungen der weiteste Sprung. Damals in Rom hatte dann im Finale nichts mehr geklappt und Rand hatte sich mit Platz neun zufriedengeben müssen. Sie war so enttäuscht, dass sie schon ans Aufhören gedacht hatte.
Doch das sah diesmal anders aus. Gleich im ersten Finalsprung verbesserte sie ihren Olympiarekord aus der Qualifikation um sieben Zentimeter und ging damit in Führung. Die Polin Irena Kirszenstein, spätere Irena Szewińska, setzte sich im zweiten Versuch auf den Silberrang, Schtschelnakowa lag nach der dritten Runde auf Platz drei. Den Endkampf der besten Sechs verpasste die Bronzemedaillengewinnerin von Rom, Hildrun Laufer – 1960 unter ihrem Geburtsnamen Hildrun Claus angetreten – nur auf Grund des schlechteren zweiten Versuches. Im fünften Durchgang erzielte Mary Rand mit 6,76 m einen neuen Weltrekord. Alle ihre Sprünge im Finalkampf waren weiter als Irena Kirszensteins Bestweite, die schließlich Silber gewann. Tatjana Schtschelkanowas dritter Platz veränderte sich ebenfalls nicht mehr. Damit gewann die Britin die erste von drei Medaillen hier in Tokio. Silber im Fünfkampf und Bronze in der 4-mal-100-Meter-Staffel sollten noch folgen.
Nur zwei Zentimeter hinter Schtschelkanowa kam die Deutsche Ingrid Becker, vier Jahre zuvor Hochsprungneunte, auf Rang vier. Becker sollte noch eine lange erfolgreiche Karriere u. a. mit zwei olympischen Goldmedaillen im Fünfkampf – 1968 – und über 4-mal 100 Meter – 1972 – vor sich haben.
Mary Rand gelang der erste Medaillengewinn und der erste Olympiasieg einer Britin im Weitsprung.

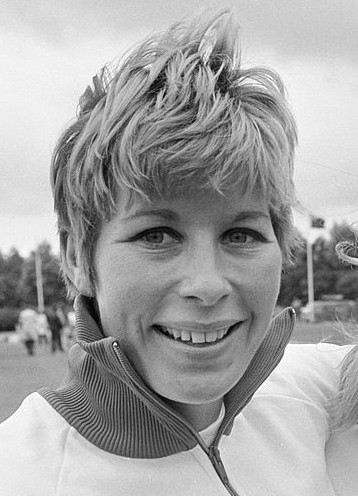
Olympiasiegerin Mary Rand
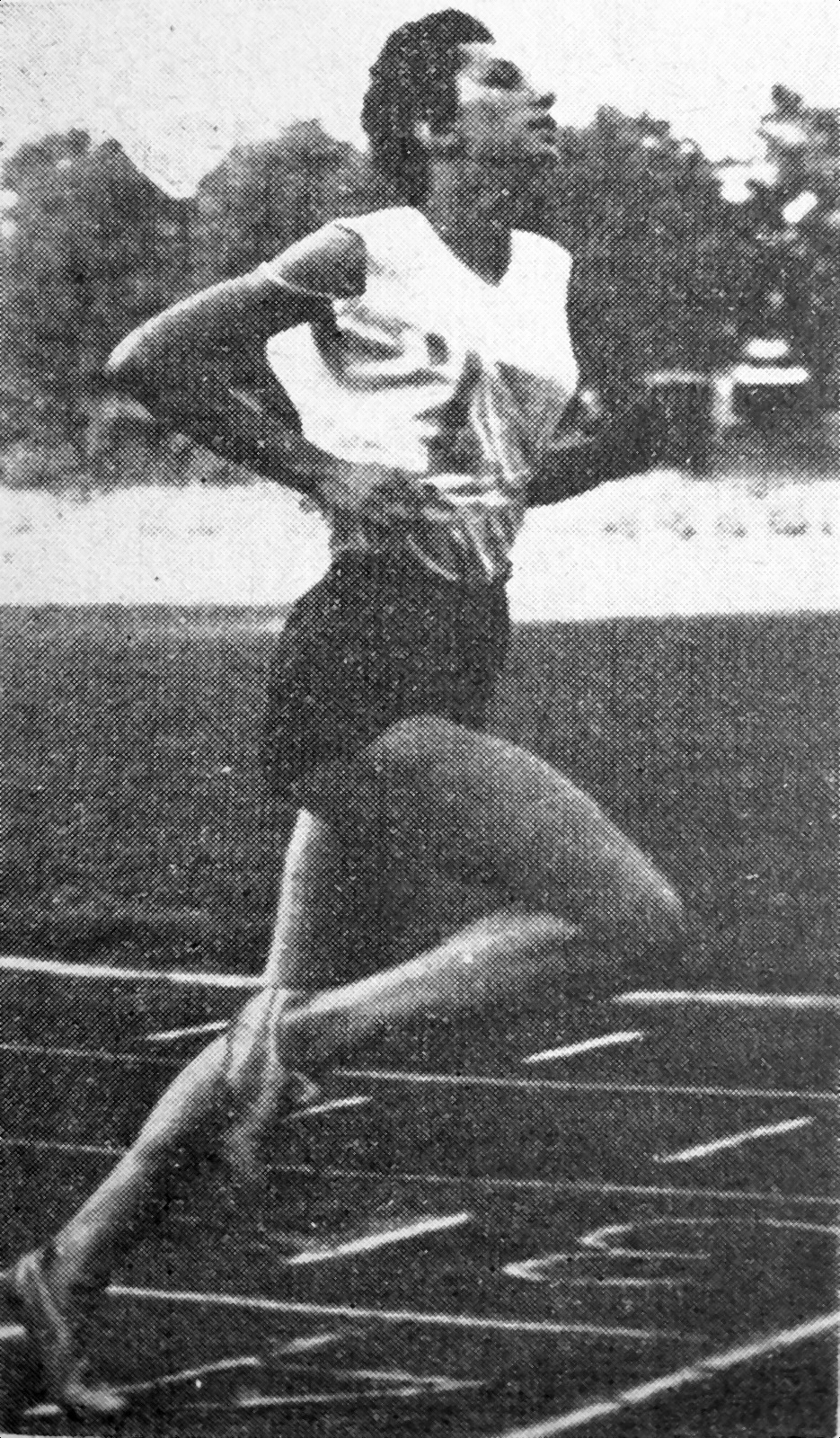
Irena Kirszenstein, spätere Irena Szewińska, gewann wie fünf Tage später über 200 Meter die Silbermedaille
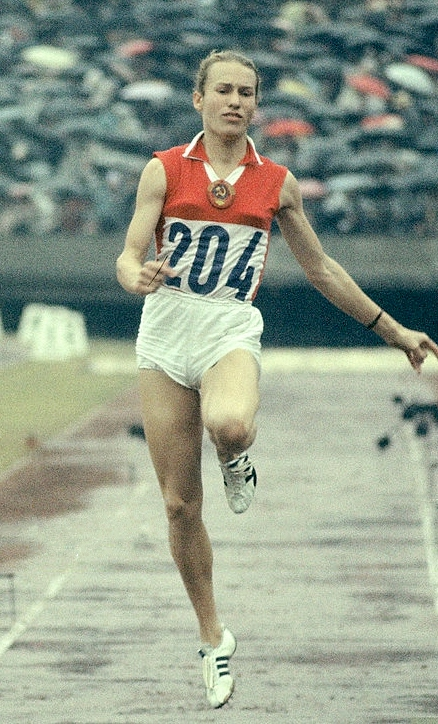
Bronze gab es für Tatjana Schtschelkanowa

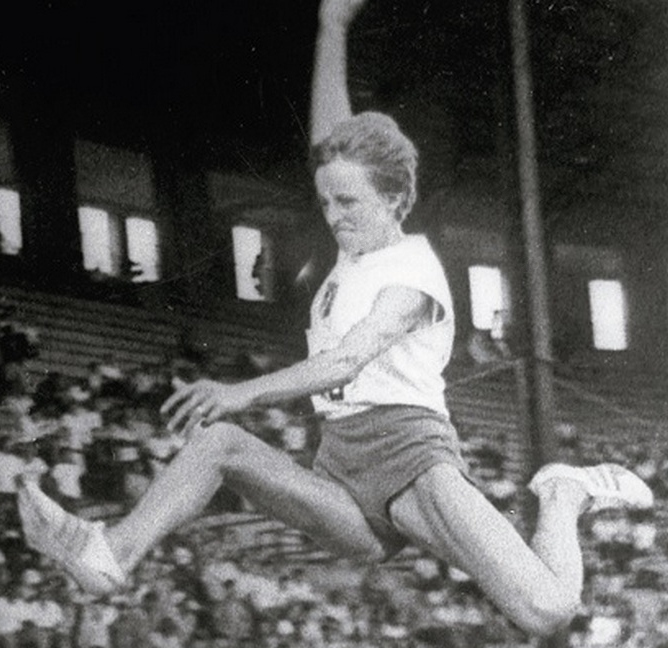
Die fünftplatzierte Viorica Viscopoleanu gewann vier Jahre später Olympiagold
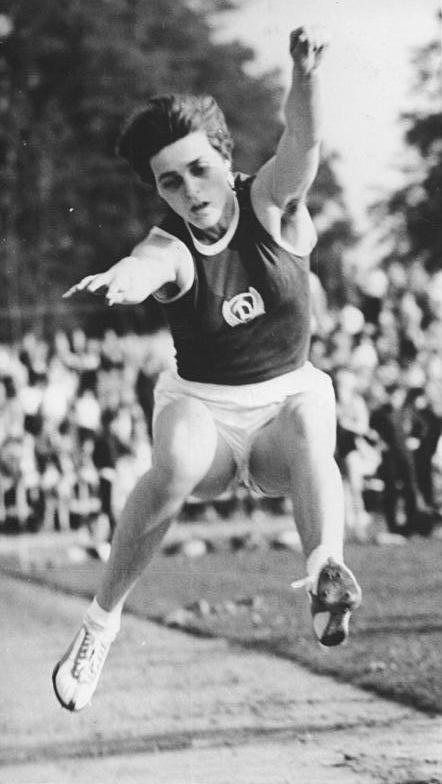
Hildrun Laufer erreichte Finalplatz sieben
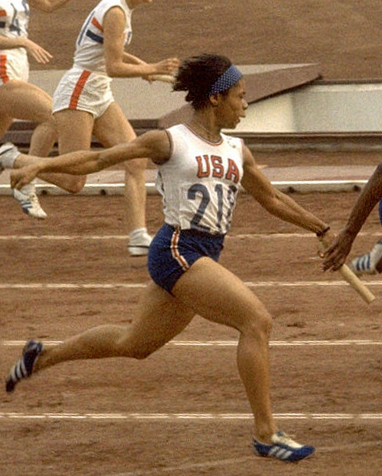
Staffelsilbermedaillengewinnerin Willye White belegte im Weitsprung Rang zwölf
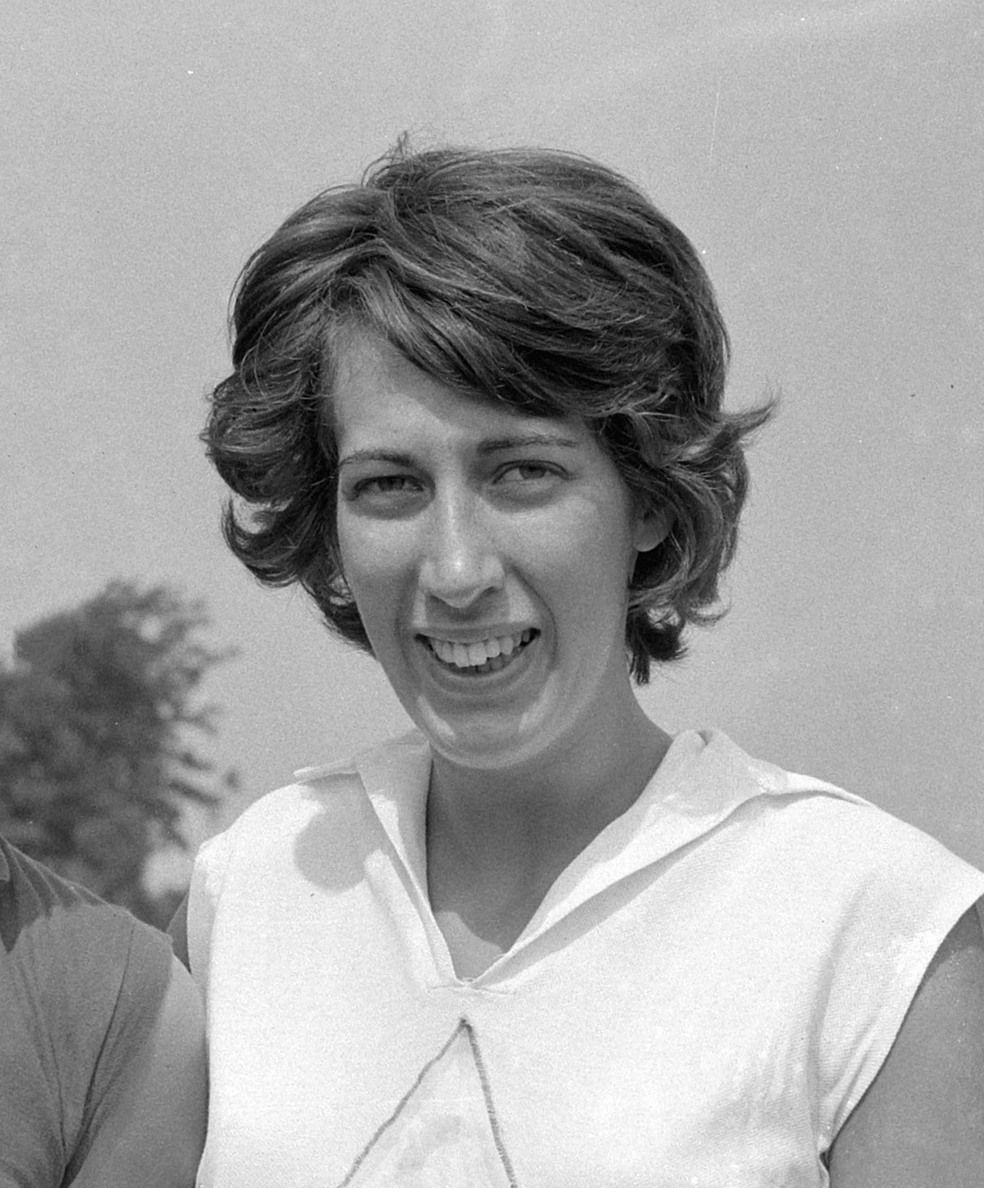
Platz fünfzehn für Joke Bijleveld

## Videolinks
- Olympic Long Jump Highlights - Tokyo 1964 Olympics, youtube.com, abgerufen am 13. September 2021
- Olympics 1964 Athletics, Bereich: 2:25 min bis 4:14 min, youtube.com, abgerufen am 13. September 2021
- Mary Rand | Tokyo 1964 Medal Moments, youtube.com, abgerufen am 13. September 2021